# Magnal
Magnale to ogólna nazwa stopów metali zawierających głównie aluminium, któremu towarzyszy domieszka magnezu w ilości od 3 do 30%. Dodatkowo stopy te mogą zawierać niewielką domieszkę miedzi. Magnale są stopami o gęstości niższej od aluminium, za to o wyższej odporności na korozję, np. gęstość przy 10% magnezu wynosi 2,55 g/cm³, przy gęstości aluminium równej 2,7. Zastosowanie: części silników, konstrukcje lotnicze.
Stopem glinu, podobnym do magnalu, jest duraluminium, posiadające nieco wyższą gęstość oraz znacznie większą wytrzymałość mechaniczną.